# Карл Топія
Карл Топія (алб. Karl Topia; між 1338 і 1342 — січень 1388) — перший етнічний албанець (принаймні, по батькові), що став незалежним правителем Албанського князівства з центром у місті Дуррес (Драч, Дураццо). Князь Албанії у 1368–1382 і 1385–1388 роках. У 1374 році отримав від папи римського Григорія XI титул «Великий граф Албанії».

## Біографія
Будучи по матері онуком короля Роберто Неаполітанського, Карл Топія у 1358 році пред'явив апанажні права на албанські території, які формально входили до складу анжуйського Королівства Албанія з центром у м. Дуррес, який йому вдалося захопити тільки у 1368 році за підтримки венеційців.
Отримавши Дуррес, Карл прийняв новий титул принцепса (князя) Албанії, що фактично стало кінцем існування на цій території анжуйського герцогства Дураццо. Зміцнюючи свою владу, Топія зіткнувся з братами своєї першої дружини балшичами, що прагнули об'єднати під своєю владою всі сербські землі. Війна з Георгієм I Балшича закінчилася тим, що Карл Топія навесні 1364 взяв його у полон і два роки протримав в ув'язненні.
Інший Балшич, Балш II, виявився більш вдалим у війні з Топія: у 1382 році він забрав у нього албанське князівство і правил їм аж до своєї загибелі в битві проти турків у 1385, після чого Карл Топія за підтримки турків повернувся на князювання. 17 серпня 1386 Топія, бачачи посилення турецької загрози, підписав союзний договір з Венеційською республікою, визнавши над собою її сюзеренітет. У тому ж році він безуспішно спробував відібрати у вдови Балша II Ксенії Комнін Валонське князівство. У січні 1388 Карл Топія помер залишивши князівство своєму єдиному законному синові Джіержі Топія. Похований у монастирі св. Іоанна Володимира у Ельбасані.